# رود کیما
رود کیما (انگلیسی: Kyma) یک رودخانه در استان آرخانگلسک کشور روسیه است.